# Gergely Kulcsar
Gergely Kulcsár (Nagyhalász, 10 de marzo de 1934 – Vác, 12 de agosto de 2020) fue un atleta  húngaro que compitió en pruebas de lanzamiento de jabalina.

## Carrera deportiva

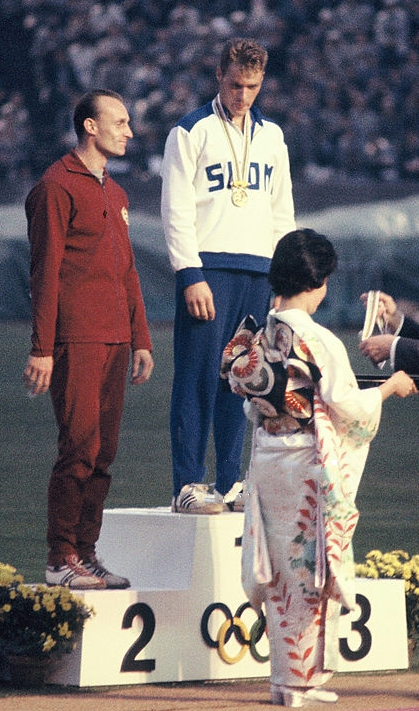
Gergely Kulcsár y Pauli Nevala en los Juegos Olímpicos de 1964

Kulcsar inició su carrera deportiva en el Campeonato Europeo de Atletismo de 1958, donde obtuvo el bronce. Posteriormente consigue un lugar en Turín 1959, la primera edición de las Universiadas, en la que obtuvo plata. Dos años más tarde, en Sofía 1961 logró el oro en lanzamiento de jabalina. En el Campeonato Europeo de Atletismo de 1966 repite el bronce obtenido en Estocolmo en 1958.
Como atleta olímpico ganó una medalla de plata y dos de bronce, fue además abanderado de la delegación olímpica húngara en 1964, 1968 y 1972. 
Kulcsár fue el primer húngaro en lanzar más de 80 metros y ganar el título nacional ocho veces. Entre 1975 y 1980 fue entrenador de la selección húngara de lanzamientos. Entre sus aprendices se encontraba Miklós Németh, que fue campeón olímpico de 1976. De 1981 a 1993 fue entrenador del equipo nacional de lanzamiento de Kuwait.